# صبر زرد

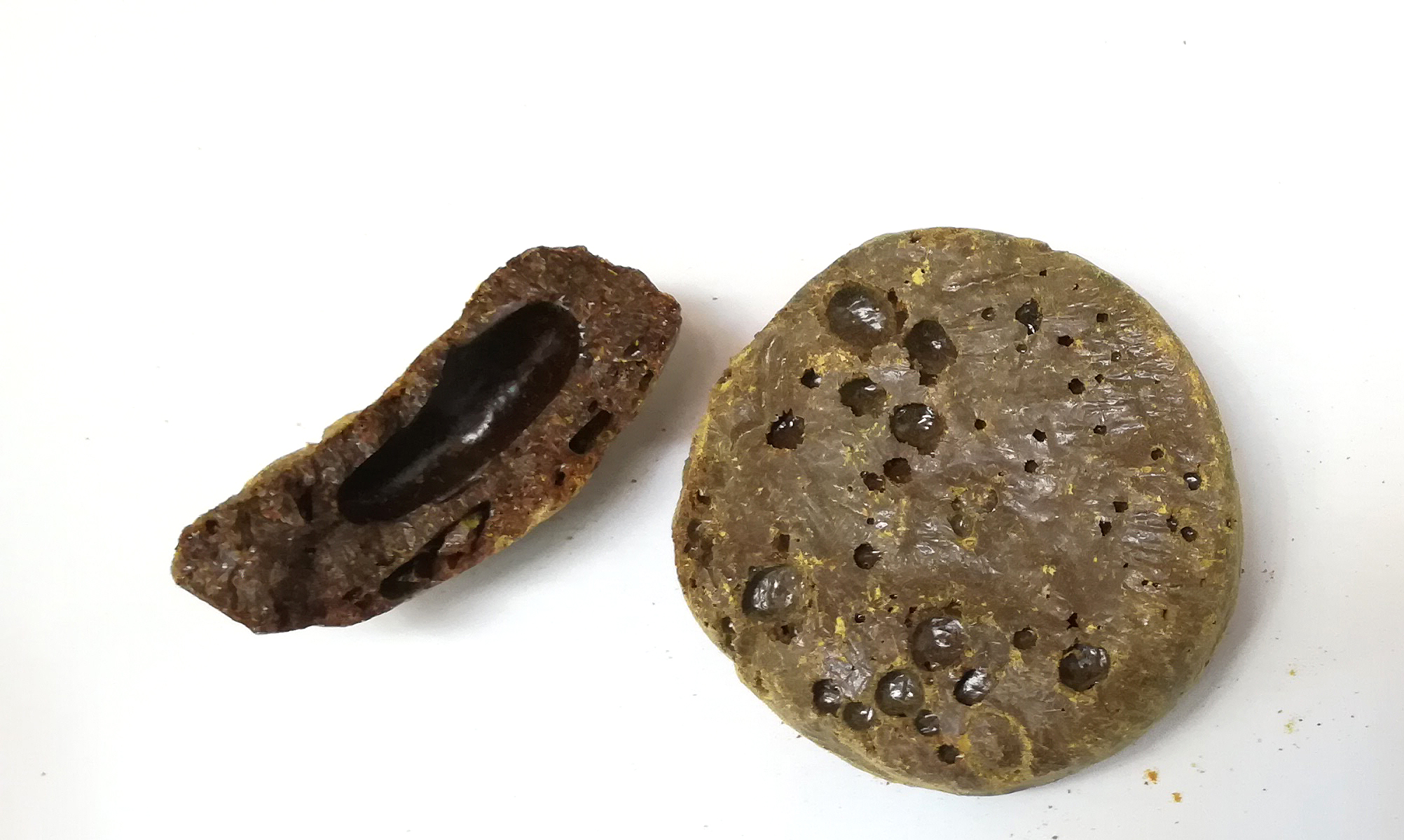
صبر زرد سقوطری

صبر زرد به انگلیسی:Aloes Socotrina یا چادُروا عصاره برگ گیاه صبر است.

## مشخصات
عصاره زرد و قهوه ای برگ گیاه صبر است که بهترین آن از جزیره سوکوترای یمن بدست می آید.

## ترکیبات شیمیایی
از نظر ترکیبات شیمیایی در گونه A.vera آلوئین، ایزوبارلوئین، امودین، صمغ و رزین وجود دارد.

## خواص
در کتاب‌های طب سنتی خواص عدیده‌ای برای این صمغ نوشته شده‌است و بعنوان مسهل و ملین استفاده می شود.

## واژه‌نامه
1. ↑  Aloin